# Ambroise Vollard

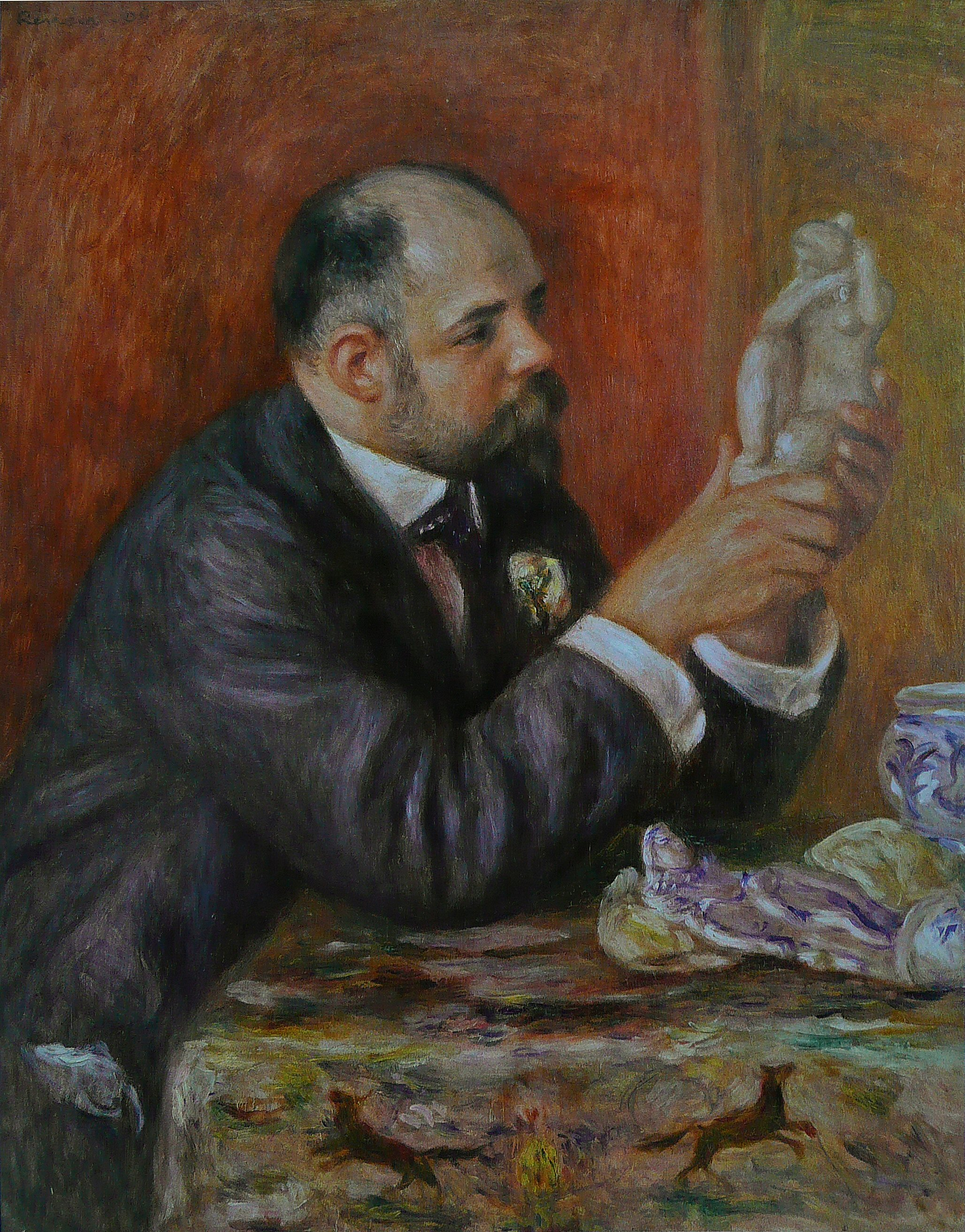
Retrato de Ambroise Vollard por Pierre-Auguste Renoir, 1908.

Ambroise Vollard (Saint-Denis, isla de la Reunión, Francia, 3 de julio de 1868 - Versalles, 23 de agosto de 1939), fue un marchante de pintura y galerista francés, uno de los más destacados en la Francia de principios del siglo XX. Se le atribuye haber sido un gran defensor de los artistas contemporáneos, proporcionando exposición y amistad a numerosos artistas entonces desconocidos o ignorados, entre ellos Paul Cézanne, Aristide Maillol, Pierre-Auguste Renoir, Pablo Picasso, André Derain, Paul Gauguin y Vincent van Gogh. También fue un gran coleccionista y editor de arte, especialmente series de grabados.

## Biografía
Dejó muy joven su isla natal para estudiar en Montpellier y en París. En la capital desarrolla una pasión por la pintura que le lleva a abrir su galería de arte en 1890.

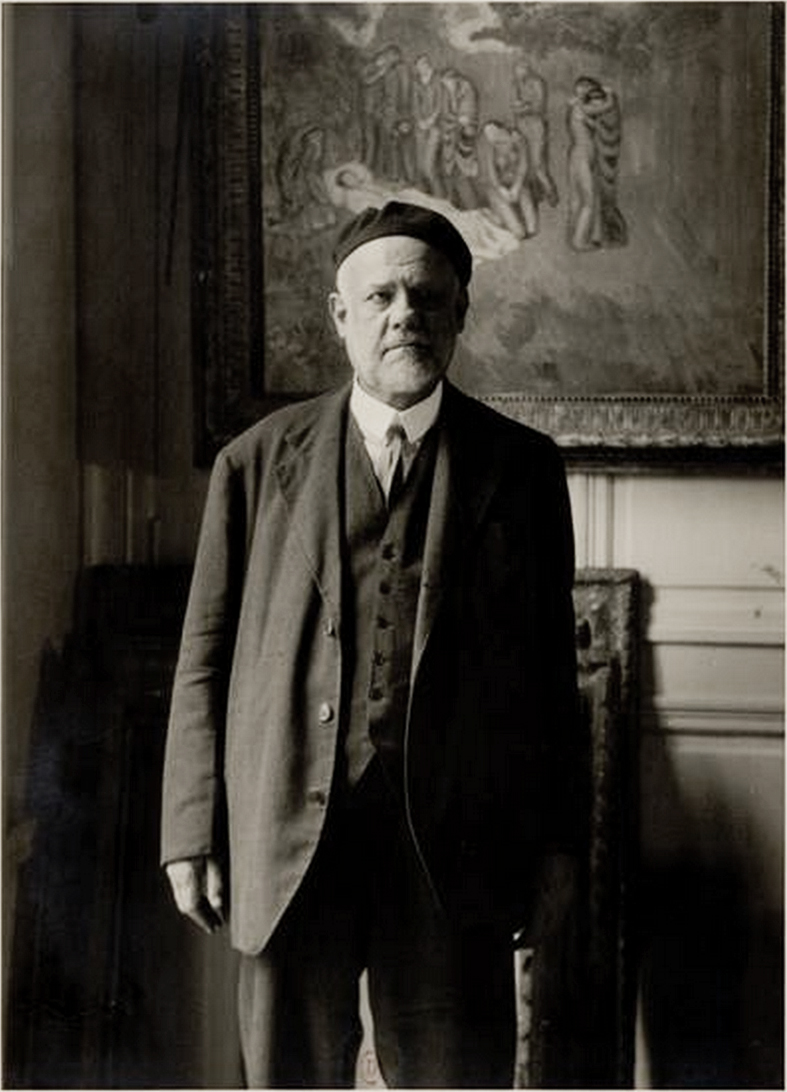
Ambroise Vollard, delante del cuadro de Picasso, El entierro de Casagemas.

Expondrá las obras de numerosos artistas hoy calificados de mayores, como Paul Gauguin, Henri Matisse, Paul Cézanne o Pierre-Auguste Renoir. Además mantendrá con muchos de ellos lazos de amistad.
En 1898, Pierre Bonnard, Ker-Xavier Roussel y Édouard Vuillard realizaron por petición de Vollard una serie de litografías en color. 
En junio de 1901 organizó la primera exposición de obras de Pablo Picasso.
También fue amigo de Maurice de Vlaminck y contribuyó en gran medida a su reconocimiento.
Después de conocer a Alfred Jarry se dedicó a la escritura (Ubu colonial) y se lanzó al mundo editorial para publicar obras de poetas ilustradas por sus pintores favoritos. En 1900 lanzó la primera: una edición de Parallèlement de Paul Verlaine ilustrada por Pierre Bonnard. Incluía múltiples escenas de lesbianismo y fue un fracaso comercial.
Murió el 23 de agosto de 1939 en un accidente de tráfico. Como era habitual, viajaba con el coche lleno de obras de arte: compras, traslados.. el Talbot conducido por un chofer patinó en la carretera mojada y dio dos vueltas de campana. Vollard, que iba dormido en el asiento trasero, murió instantáneamente al recibir el impacto de una estatua en la nuca. El automóvil siniestrado con los dos cuerpos no fue descubierto hasta la mañana siguiente. Picasso dio su nombre (Suite Vollard) a una serie de aguafuertes que estaba realizando, hoy considerada la más importante del siglo XX.

## Colección de arte

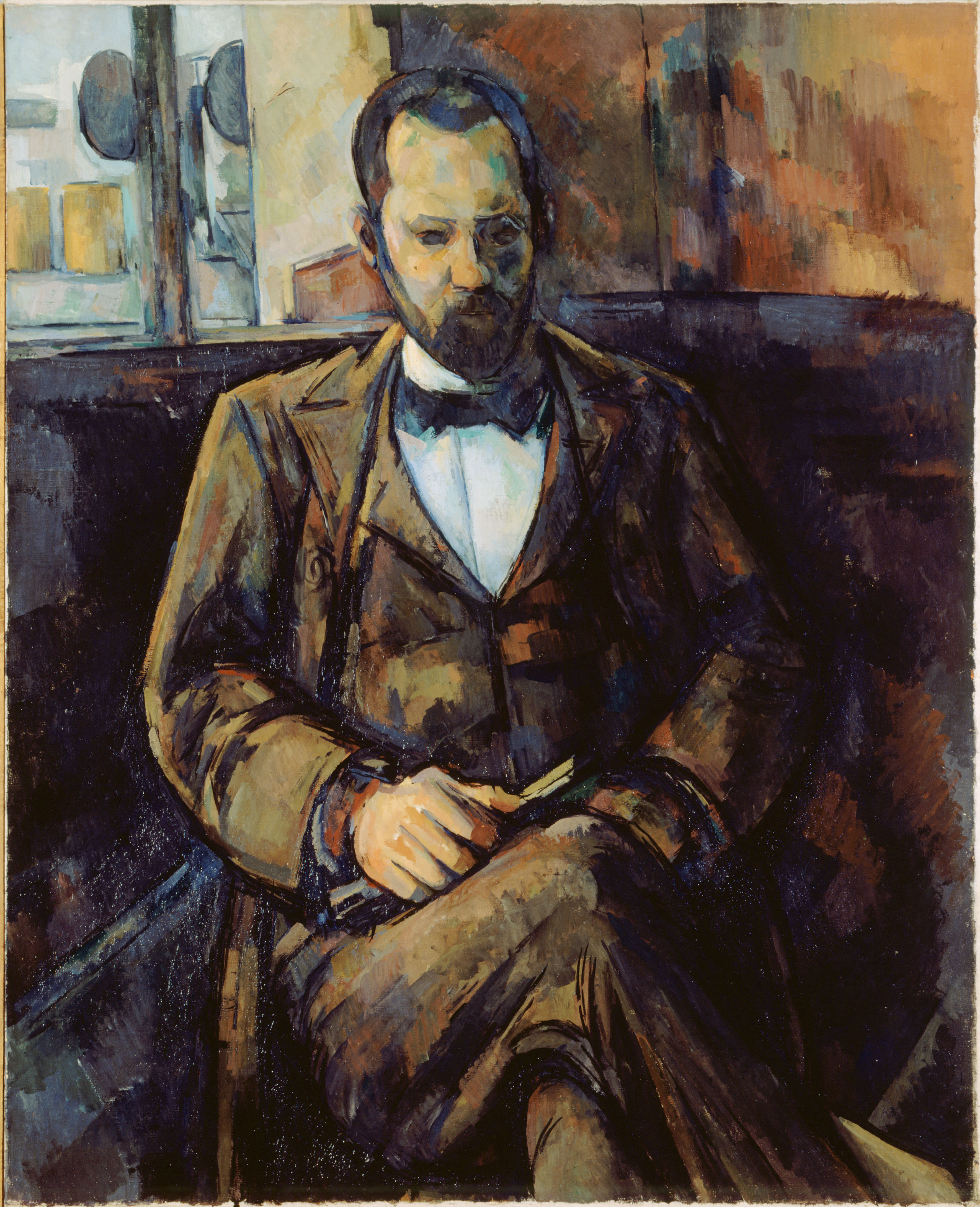
Cezanne, Ambroise Vollard, 1899.

Después de su muerte, el albacea de Vollard fue su colega Martin Fabiani, quien recibió instrucciones de dividir su colección entre sus herederos: Madelaine de Galea, una supuesta amante; y su hermano Lucien Vollard.
Debido a la invasión nazi de Francia, que comenzó el 10 de mayo de 1940, Fabiani envió apresuradamente 560 pinturas a los Estados Unidos. Saliendo en el SS Excalibur desde Lisboa, Portugal, el barco fue interceptado por la Royal Navy en las Bermudas el 25 de septiembre de 1940. Designado como "propiedad enemiga", las pinturas fueron almacenadas en la Galería Nacional de Canadá en Ottawa durante la Segunda Guerra Mundial. Después de la guerra, el 19 de abril de 1949, el tribunal de arbitraje de Londres acordó la liberación de las piezas a Fabiani, quien devolvió las obras a las hermanas de Vollard. En agradecimiento, las hermanas donaron todas las litografías de Rouault y Chagall, y una sola pintura de Gauguin a la Galería Nacional de Canadá. Los trabajos restantes pronto comenzaron a aparecer en el mercado de las galerías de arte de Nueva York, donde se vendieron rápidamente.
El exsecretario y protegido de Vollard, Erich Šlomović, un joven serbio de origen judío (nacido en 1915), tenía conexiones con Vollard, Fabiani y Lucien Vollard desde 1938. A menudo había manifestado su deseo de crear un museo de arte francés coleccionado por él en Yugoslavia. Šlomović había amasado una colección de aproximadamente 600 obras, la mayoría de ellas impresas o dibujos, con algunas pinturas al óleo importantes, por una combinación de intercambio, regalo, compra y donación. Vollard lo había puesto en contacto directo con los artistas más destacados de la época y con frecuencia le pedía que actuara como agente de venta de arte o con fines de compra. A principios de 1940, Šlomović colocó unas 200 obras almacenadas en una bóveda de la sucursal del banco Societe Generale en París. Volviendo a casa con alrededor de 450 de estas obras, las exhibió en Zagreb, Croacia, en 1940. Con el avance de los ejércitos alemanes en Serbia, se ocultó, junto con su hermano Egon, y su padre y su madre. Pusieron las pinturas en cajas detrás de la pared de una granja en la aldea de Bacina, en el sur de Serbia. Šlomović, su hermano y su padre pronto fueron arrestados, y, como muchos otros judíos en la Serbia ocupada, asesinados por los alemanes en 1942 en Belgrado. Después de la guerra, las obras fueron apropiadas por las autoridades yugoslavas. Se mostraron oficialmente una sola vez en 1989 en Belgrado y Zagreb bajo el nombre de "Colección Slomovic". En 2014 se estaba llevando a cabo una batalla legal para determinar la propiedad de la colección de Belgrado, incluidos los herederos de Šlomović, los beneficiarios de Vollard y el gobierno serbio.
Las obras de París fueron descubiertas en 1979 cuando se le permitió al banco abrir su bóveda para recuperar las tarifas de almacenamiento impagadas. Los herederos de Vollard y Šlomović tuvieron una disputa legal de 11 años que demoró su reventa. Un tribunal en Amiens, Francia, finalmente dictaminó en 1996, que las pinturas almacenadas en París iban a adjudicarse a la familia Vollard. Estas fueron vendidas a través de Sotheby's en París y en Londres en junio de 2010, por un total de 30 millones de euros en ganancias. Estas obras incluían un Derain de 1905 pintado en Colliure, así como obras de Mary Cassatt, Cézanne, Chagall, Degas, Picasso y Renoir.

## Obras

### En español
- Vollard, Ambroise (2008). Escuchando a Renoir, Cezanne y Degás. Editorial Ariel. ISBN 978-84-344-5249-7.
- Vollard, Ambroise (1983). Memorias de un vendedor de cuadros. Ediciones Destino. ISBN 978-84-233-1253-5.

### En francés
- Jean-Louis Forain, [S.l.] : [s.n.] , [1905].
- Auguste Renoir, Paris, Éditions Georges Crès, 1910
- Paul Cézanne, Paris, Éditions G. Crès, 1914.
- Le Père Ubu à l'hôpital, Paris, 1917.
- Le Père Ubu à l'aviation, croquis par Pierre Bonnard, Paris, Éditions G. Crès, 1918.
- La politique coloniale du Père Ubu, croquis par Georges Rouault, Éditions G. Crès, 1919.
- Le Père Ubu à la guerre, dessins de Jean Puy, Paris, Éditions G. Crès, 1920.
- Degas (1834-1917), Paris, Éditions G. Crès, 1924.
- Les réincarnations du Père Ubu, illustrations de Georges Rouault, Paris, Le Divan, 1925.
- Sainte Monique, Paris, Éditions Émile-Paul, 1927.
- Le Père Ubu au pays des soviets, Paris, Librairie Stock, 1930.
- Recollections of a Picture Dealer, Boston, Little Brown, 1936 — publié en français : Souvenirs d'un marchand de tableaux, Paris, Albin Michel, 1937.
- En écoutant Cézanne, Degas, Renoir, Paris, Bernard Grasset, 1938 — réédition avec une préface de Maurice Rheims, 2003.